# Rosh yeshivá

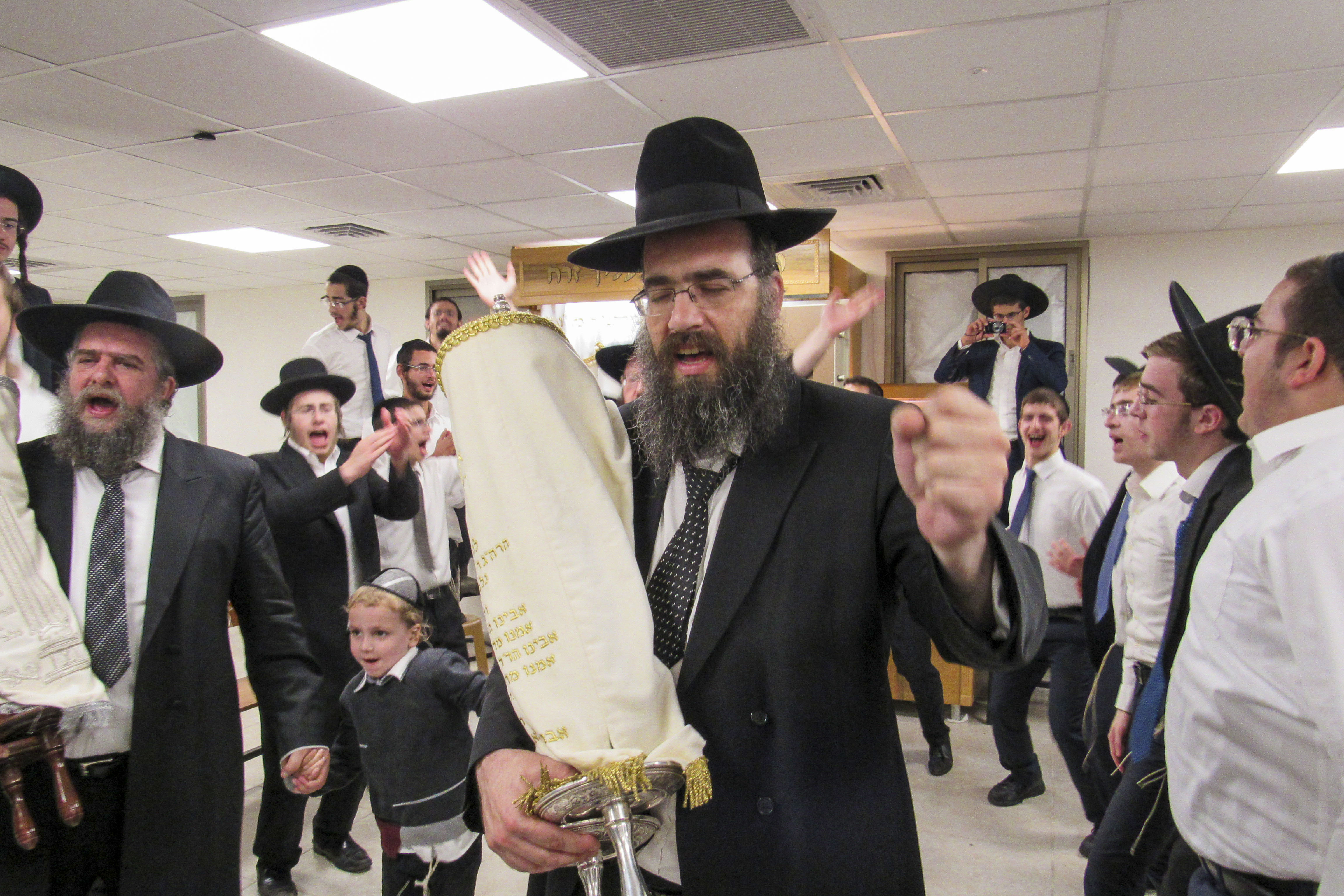
Rabino rector de una yeshivá.

Rosh yeshivá (en hebreo: ראש ישיבה) es el título que se le da al decano de una yeshivá, una institución educativa judía que se centra en el estudio de los textos religiosos tradicionales, principalmente, el Talmud de Babilonia, la santa Torá y la Halajá (la ley judía). Es una palabra compuesta de las palabras hebreas rosh ("cabeza") y yeshivá (una escuela de educación religiosa judía). Se requiere que el rosh yeshivá tenga un conocimiento integral del Talmud babilónico y la capacidad de analizar y presentar nuevas perspectivas, llamadas chidushim verbalmente y a menudo en forma impresa.